# Tambaagung Barat
Tambaagung Barat is een bestuurslaag in het regentschap Sumenep van de provincie Oost-Java, Indonesië. Tambaagung Barat telt 1586 inwoners (volkstelling 2010).